# Nikica Kalogjera

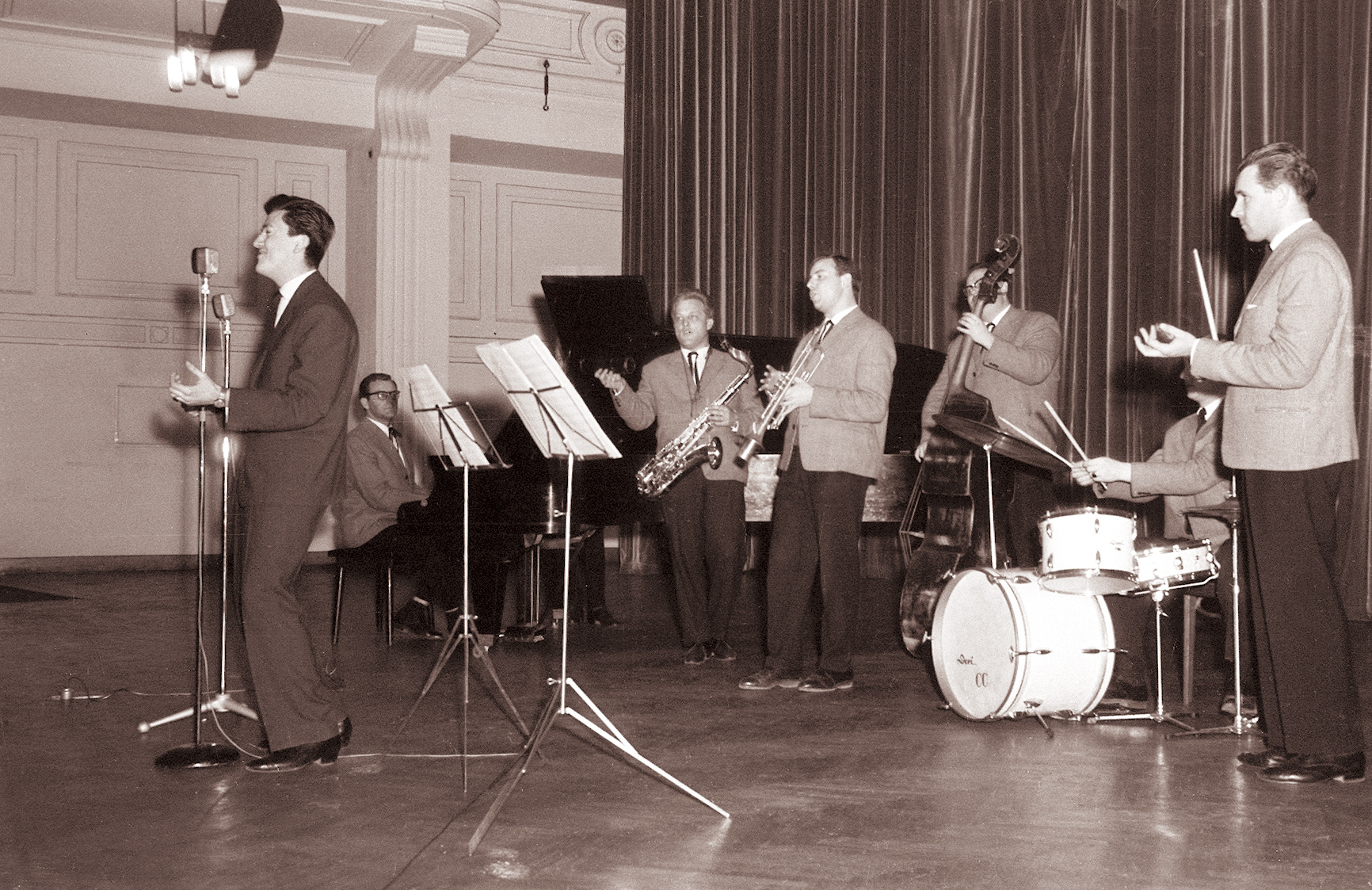
Kalogjera und seine Musikgruppe begleiten Tihomir Petrović 1961

Nikica Kalogjera (* 19. Mai 1930 in Belgrad, Königreich Jugoslawien; † 27. Januar 2006 in Zagreb, Kroatien) war ein jugoslawischer bzw. kroatischer Komponist, Arrangeur, Dirigent und Produzent.

## Leben
Kalogjera beendete 1948 das Gymnasium in Zagreb und studierte daraufhin Medizin an der Universität Zagreb, welche er im Jahre 1962 verließ.
Bereits als Jugendlicher trat er regelmäßig als Pianist in Musikensembles auf. Anfang der 50er Jahre gründete er ein Musiksextett, das mit Ivo Robić eine langjährige Zusammenarbeit begründete. So schrieb er auch bald Musik für bekannte Künstler wie Tereza Kesovija, Ivica Šerfezi, Ljupka Dimitrovska und Miro Ungar. Das Markenzeichen vieler von Kalogjeras Kompositionen war der sogenannte „Adria-Sound“, mit welchem er auch im Ausland erfolgreich wurde. So wurden viele seiner Titel von den Originalinterpreten auch auf Deutsch eingesungen. Außerdem komponierte er für Sänger aus der DDR, wie etwa Hauff und Henkler und Regina Thoss.
1960 reichte er mehrere Beiträge zu den Musikfestivals in Zagreb und Opatija ein. Dies führte er in den folgenden Jahren fort. Kalogjera gewann zahlreiche Preise bei nationalen und internationalen Wettbewerben. Ebenfalls wurde er zeitweise mit der Leitung verschiedener Festivals betraut.
1953 wurde Kalogjera bei Radio Zagreb Pianist und Dirigent des Tanzorchesters, später Arrangeur und Produzent für das Musikprogramm des Senders. Er blieb dort bis zu seiner Pensionierung 1990.
Er beteiligte sich 1984 an der Produktion der Musik zu den Olympischen Winterspielen 1984 in Sarajevo. So schrieb er die Arrangements, während sein Bruder Stipica Kalogjera das Dirigat führte.
Für Jugoslawien nahm er fünfmal am Eurovision Song Contest teil:
- 1972: Muzika i ti von Tereza Kesovija als Komponist und Dirigent, 9. Platz[14][15]
- 1986: Željo moja von Doris Dragović als Dirigent, 11. Platz[16]
- 1987: Ja sam za ples von Novi Fosili als Dirigent, 4. Platz[17]
- 1988: Mangup von Srebrna Krila als Dirigent, 6. Platz[18]
- 1989: Rock me von Riva als Dirigent, 1. Platz[19]

Bis zu seinem Tod 2006 war er mit Ljupka Dimitrovska verheiratet. Kalogjera wurde am 31. Januar 2006 in Zagreb beigesetzt.

## Filmografie
- Turbulenter Sommer (1964)
- Čovik od svita (1965)
- Geflüster um Katina (1968)
- Put u raj
- Lov na jelene (1972)
- Der kleine Kapitän Mikula (1974)